# Pseudacris maculata
Pseudacris maculata és una espècie de granota que es troba a Nord-amèrica.